# Rafael Lasso de la Vega y de la Rosa
Rafael Lasso de la Vega y de la Rosa (Panamá, Imperio español, 21 de octubre de 1764-Quito, Ecuador, 6 de abril de 1831), fue un sacerdote panameño, naturalizado ecuatoriano, que se desempeñó como V Obispo de Mérida desde 1815 hasta 1828 y XXVIII Obispo de Quito desde 1828, hasta 1831.

## Biografía
Nació en la época del Virreinato de Nueva Granada, en el Imperio español, proveniente de una distinguida familia en el Istmo de Panamá. Sus padres fueron Doña Estefanía de la Rosa Lombardo, y Don Nicolás Feliciano Lasso de la Vega, quien poseía el grado de Capitán de las Milicias Reales.

### Educación
No pudo tener una educación completa, debido a que padecía una severa tartamudez, hasta los 15 años, ya que tuvo que educarse en la casa, hasta que sus padres le envían a completar su educación en el Seminario conciliar de la ciudad de Panamá, a los 18 años se educa en el Colegio Mayor de Nuestra Señora del Rosario de Santa Fe de Bogotá. En ese colegio obtiene su doctorado en filosofía, teología y cánones, y además recibe título en Sagrada Teología y Derecho Canónico, de mano de los dominicos que regentaban aquella institución y tras obtener los títulos, comienza a dar cátedra de latinidad, sintaxis y prosodia en ese mismo colegio.

#### Sacerdocio
Se ordenó sacerdote el 7 de abril de 1792, por el Monseñor  Baltasar Jaime Martínez Compañón.

#### Episcopado
Es elegido obispo de Mérida de Maracaibo, sufragánea de Caracas para ese entonces por el rey Fernando VII mediante una real cédula emitida el 4 de febrero de 1815, siendo ordenado obispo en Bogotá en diciembre de 1815. tomando posesión su cargo el 16 de octubre de 1816. Su pastoreo lo ejerce en medio de las convulsiones de las guerras de independencias hispanoamericanas, razón por la cual tuvo que lidiar tanto con patriotas como realistas.
Llegó a reunirse con Simón Bolívar en la ciudad de Trujillo en 1821. Por su intermedio se nombraron los primeros obispos de la América independiente (1823-1828),separando así las iglesias americanas del Patronato. Representó a Maracaibo en el Congreso de Cúcuta en 1821, el 6 de octubre, como vicepresidente del congreso firma la constitución respectiva que marca el nacimiento de la Republica de Colombia. Entre 1823- 1824, perteneció al senado del Congreso grancolombiano representando a Bogotá. El papa León XII le nombra obispo de Quito, cargo que ejerce desde el 15 de diciembre de 1828 hasta su muerte.

### Muerte

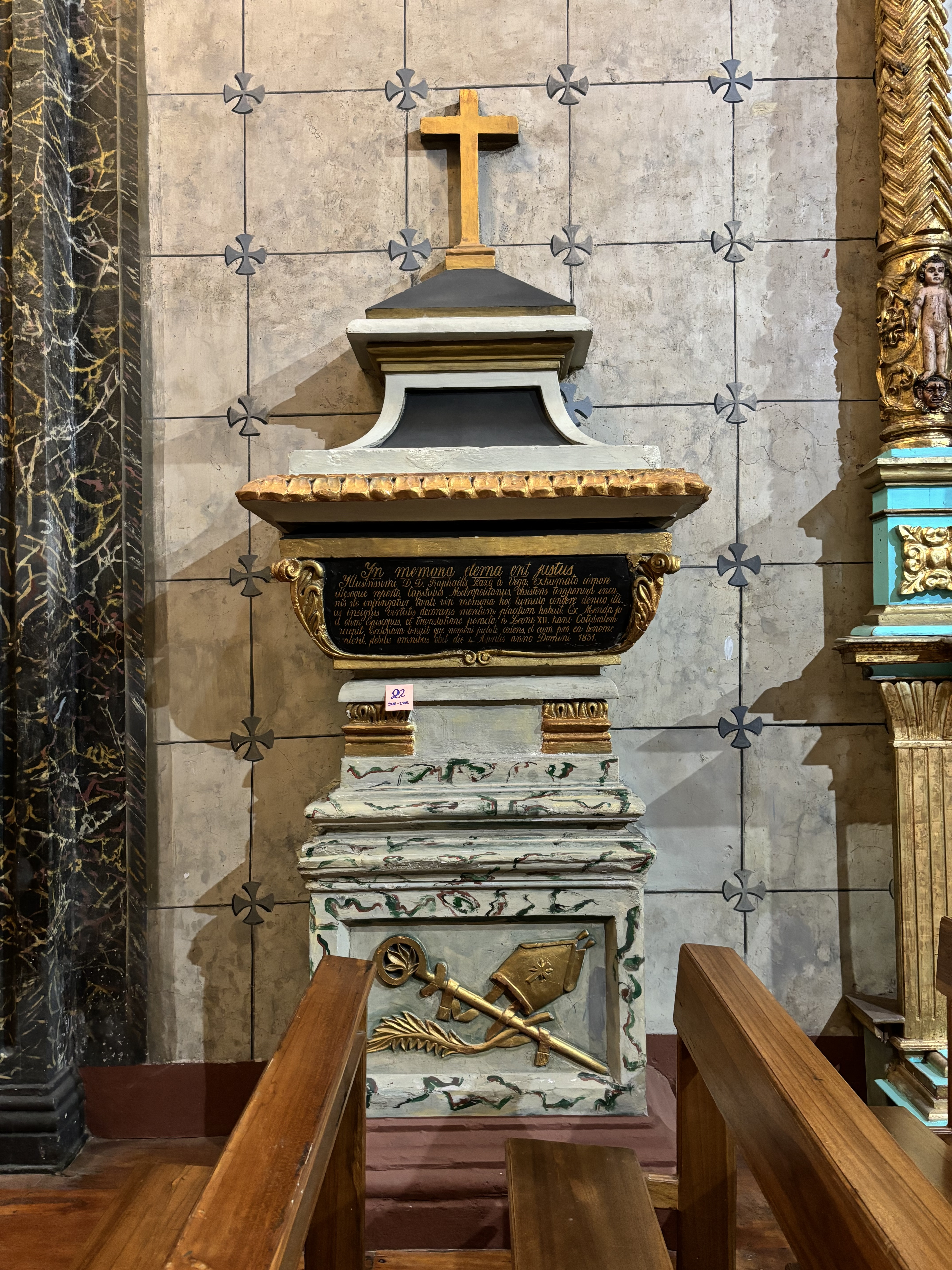
Mausoleo de Rafael Lasso de la Vega en la Capilla de las Almas, Catedral Metropolitana de Quito.

Fallece el 6 de abril de 1831.